# Lycée Ermesinde
Das Lycée Ermesinde (Kurzform: LEM für Lycée Ermesinde Mersch) ist ein Luxemburger Gymnasium in der nördlich der Stadt Luxemburg gelegenen Gemeinde Mersch. Es führt Schüler über sieben Klassen von der Unterstufe bis zum Abitur. Die Schule wurde benannt nach der luxemburgischen Gräfin Ermesinde I.

## Geschichte
Mit dem Schuljahr 2005/2006 wurde das Gymnasium per Dekret gegründet und nannte sich zunächst Neie Lycée, also Neues Gymnasium. Neu stand dabei nicht nur für die neue Schule am neuen Standort, sondern auch für ein neues Projekt; die Schule hat Pilotcharakter. Anfangs führte man nur die untersten Stufen und die Schülerzahl wuchs von Jahr zu Jahr. 2012 war der erste Jahrgang durchgeschult; die ersten Schüler konnten ihre Reifeprüfung ablegen.
Das Gebäude beherbergt von Anfang an auch die Pädagogenschule LTPES (Lycée Technique pour Professions Educatives et Sociales).

## Konzept

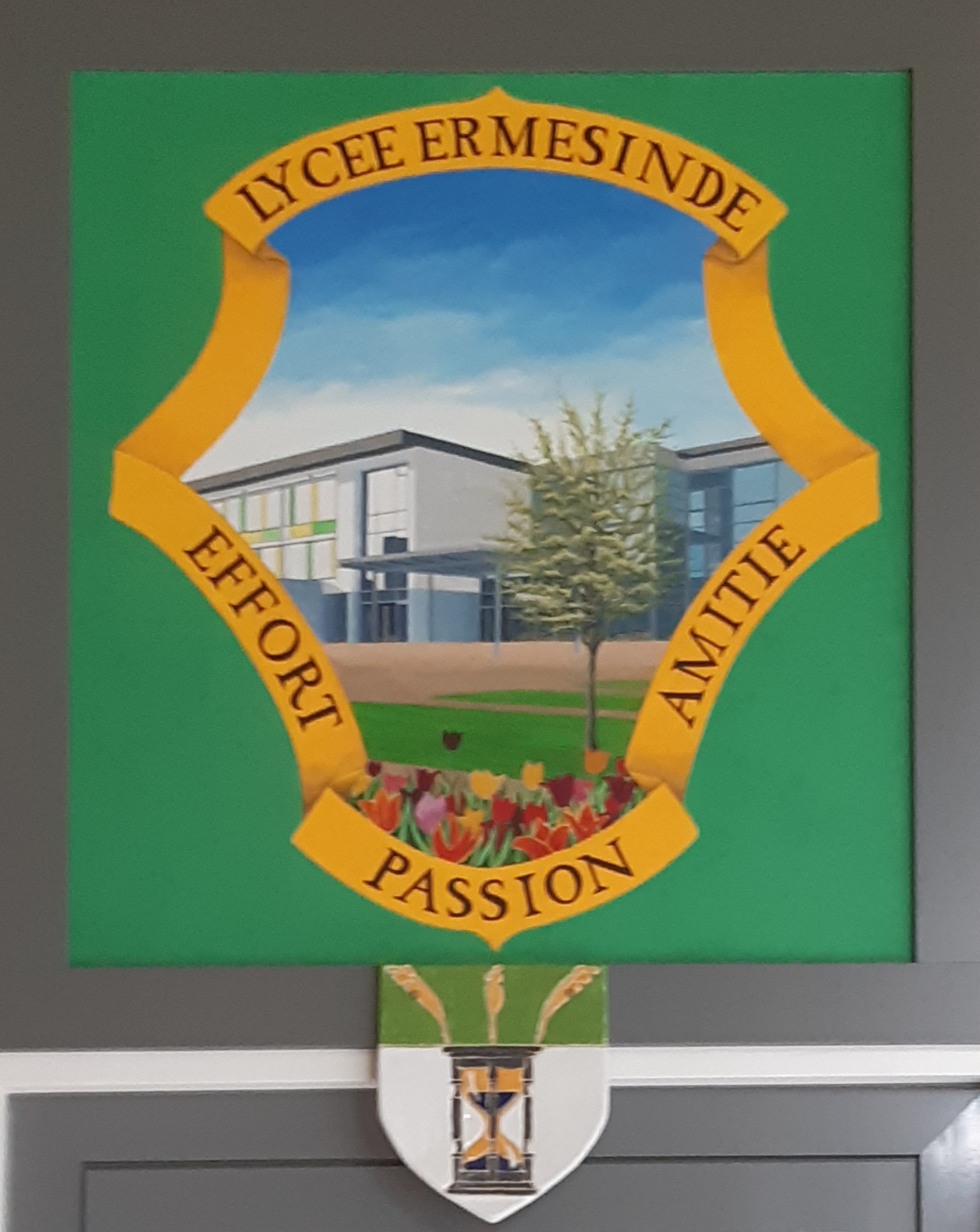
Das gegenständliche Wappen der Schule

Die schulischen Erfahrungen, die die Schüler machen sollen, basieren auf drei unterschiedlichen Säulen: Neben den normalen Lerninhalten stehen eigene Studien im Mittelpunkt, die themenorientiert sind. Diese werden für jeweils ein Schuljahr ausgegeben und zusätzlich zu den allgemeinen Lehrinhalten in möglichst vielen Betrachtungsweisen behandelt. Zu diesem Thema wählt jeder Schüler eine Jahresarbeit, ein schriftliches Dossier, das in die Beurteilung mit einfließt.
Die dritte Säule sind praktische Aktivitäten in unterschiedlichen Betätigungsfeldern wie Bildende Kunst, Kochen, Natur und Landschaft, Sprachen und Kultur, Film und Photo, Darstellende Kunst und vieles mehr. Die Schüler haben so vielfältige Möglichkeiten, ihre Talente zu fördern. Jeder Schüler der 7., 6. und 5. Klasse muss wöchentlich mindestens sechs Unterrichtsstunden belegen, ab der 4. Klasse noch vier Unterrichtsstunden. Diese Aktivitäten werden täglich für viereinhalb Stunden in der Nachmittagszeit angeboten. Es ist auch möglich, Praktikumsplätze in der Wirtschaft zu belegen. In der Klasse vor dem Abitur fällt diese Betätigung zugunsten mehr Zeit für die Prüfungen weg.
Bis zur letzten Klasse gibt es keine Schulnoten, sondern eine schriftliche Stellungnahme der Lehrer, die die Leistungen und das Verhalten der einzelnen Schüler beschreibt.

### Einrichtungen

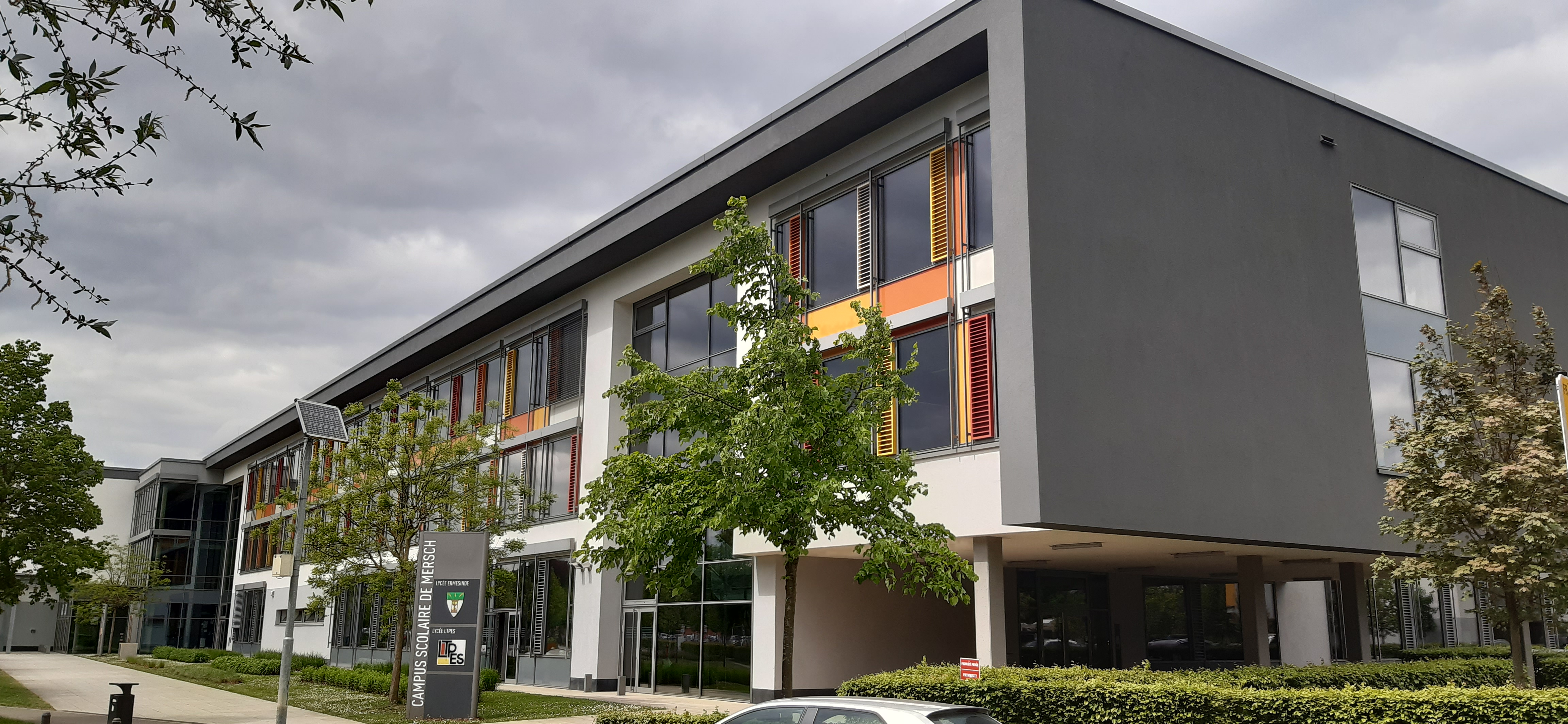
Das Haupt- und Eingangsgebäude

Die Ganztagesschule ist mit einer Mensa und einem Internat ausgestattet. Darüber hinaus gibt es zehn Musikstudios, in denen die Schüler ein Instrument erlernen und im Ensemble proben können. Ein anderer Gebäudetrakt ist für sportliche Ertüchtigung vorgesehen. Dort stehen neben der dreiteiligen Multifunktionshalle für Mannschaftssportarten zwei kleinere, aber hohe Turnhallen vor allem für Akrobatik und Zirkus zur Verfügung. Auf zwei Etagen sind acht weitere, kleinere Gymnastik- und Turnräume vorhanden. Neben der allgemeinen Bibliothek gibt es in jedem Klassenraum weitere kleinere Bibliotheken.

### Häuser
Je nach Jahrgangsstärke werden drei oder vier Klassen des gleichen Jahrgangs unter der Verantwortung eines Lehrerteams, dem Lehrer und Erzieher dieser Klassen angehören, zusammengelegt. Diese Gruppen bilden für verschiedene Funktionen eine Einheit und werden nach Nachbargemeinden bzw. den Schlössern der Orte der Region Häuser genannt. So erhält ein Haus beispielsweise jährlich ein Thema, das zu erarbeiten ist. Es gibt 7 Häuser:
- Mersch
- Ansembourg
- Hollenfels
- Koerich
- Simmern
- Schoenfels
- Larochette

## Leitungsorgane
Das Direktorium besteht aus acht Personen. Die Leitung hat seit 2005 Jeannot Medinger. Als weiteres Gremium gilt die Groupe de Pilotage, der zusätzlich zum Direktorium je ein Lehrervertreter der sieben Häuser angehören. Als beratendes Gremium existiert das CEIP (conseil d'évaluation et d'innovation pédagogique), das zweimal jährlich zusammenkommt und aus neun Hochschulprofessoren verschiedener Länder (Schweiz, Frankreich, Luxemburg, Belgien, Großbritannien) besteht. Ihre Mitglieder besuchen einzelne Klassen und unterhalten sich mit Schülern, Lehrern und Erziehern. Ziel ist es, sowohl von ihrer fachlich-qualifizierten Seite als auch von Schulseite Verbesserungspotenzial für den praktischen Unterricht zu finden und in Zusammenarbeit mit dem Direktorium umzusetzen. Alle Schüler der verschiedenen Häuser halten einmal wöchentlich ihre Assemblée ab, in der Ankündigungen vorgenommen und Probleme besprochen werden können.